# 六氯合铂(IV)酸盐
六氯合铂(IV)酸盐是含阴离子PtCl2−
6的盐类，简称氯铂酸盐。它在水溶液中为深黄色，锂和钠盐形成水合物且易溶于水，更重的碱金属（钾、铷、铯）和铵盐形成无水物，微溶于冷水。

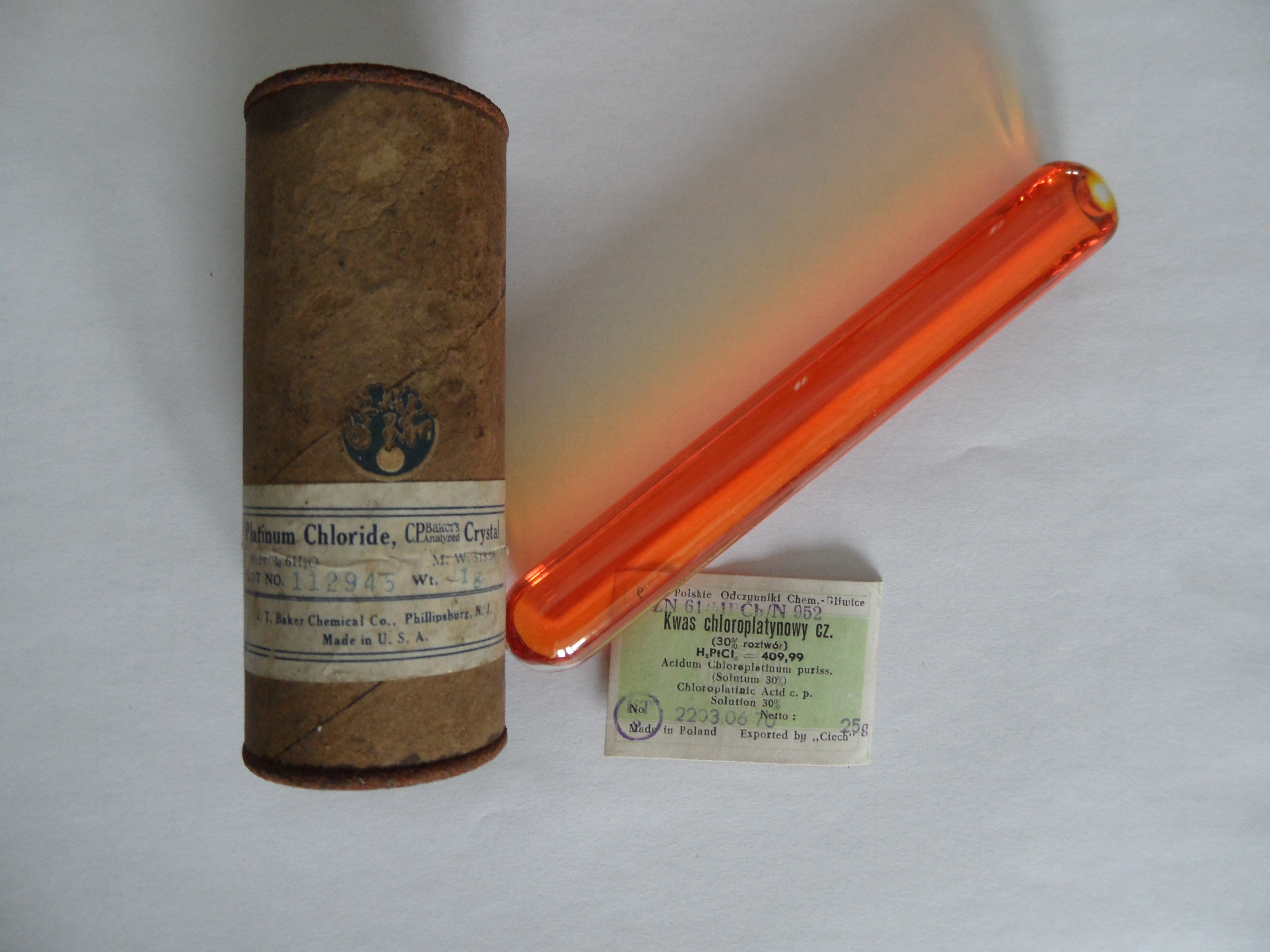
含PtCl_{6}^{2−}的溶液。

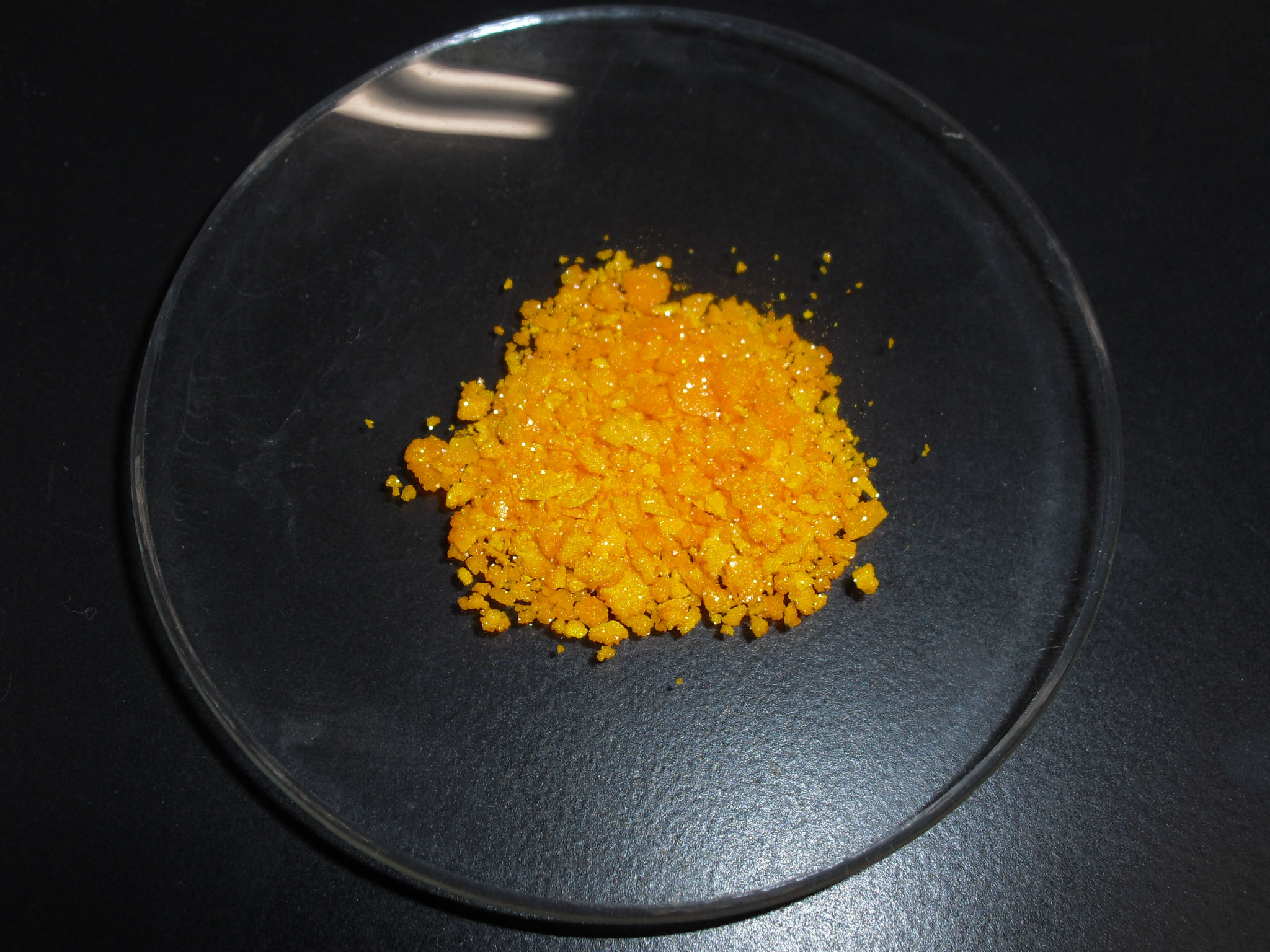
含PtCl_{6}^{2−}的固体。

## 制备
将金属铂溶于王水，制得六氯合铂(IV)酸，再和相应的碱（如氨水）或碳酸盐反应，得到相应的盐。通过有沉淀生成的复分解反应也能制得一些六氯合铂(IV)酸盐，如四甲基铵盐：
[(CH3)4N]+ + [PtCl6]2− → [(CH3)4N]2[PtCl6]↓
四氯化铂和氯化物的作用也能产生六氯合铂(IV)酸盐：
PtCl4 + 2 Cl− → [PtCl6]2−

## 化学性质
可溶性六氯合铂(IV)酸盐在碱性溶液中加热，可以发生配体取代反应（羟基取代氯），加热至沸腾后加入乙酸，可以沉淀出六羟基合铂(IV)酸（H2[Pt(OH)6]）黄色固体，这种固体溶于盐酸又重新得到[PtCl6]2−离子。氯铂酸盐在水溶液中也能发生光化学反应，这一反应为链式反应，反应中会产生三价铂及氯自由基（Cl·）。
氯铂酸盐可以和硫化氢反应，生成黑棕色的二硫化铂沉淀：
[PtCl6]2− + 2 H2S → PtS2↓ + 4 H+ + 6 Cl−
溶解度较大的氯铂酸盐也可以转化为溶解度较小的盐类，如钾盐和银盐。一些还原剂如草酸、乙醛可以将其还原为二价的四氯合铂(II)酸盐，镁、汞、甲酸、甲醛等还原剂均能将其还原为铂单质。一些还原剂如氢气、水合肼、抗坏血酸等还原六氯合铂(IV)酸盐可以用于制备纳米铂。碘化钾则可以将PtCl2−
6转化为PtI2−
6，或在加热时生成PtI
4沉淀，而非发生还原反应。

## 拓展阅读
- Naidoo, Kevin J.; Klatt, Guenter; Koch, Klaus R.; Robinson, David J. Geometric Hydration Shells for Anionic Platinum Group Metal Chloro Complexes.（铂系金属氯配合物的几何水化层） Inorganic Chemistry, 2002. 41 (7): 1845-1849. doi:10.1021/ic010719n.
- Warr, Rebecca J.; Westra, Arjan N.; Bell, Katherine J.; Chartres, Jy; et al. Selective Extraction and Transport of the [PtCl6]2- Anion through Outer-Sphere Coordination Chemistry.（根据[PtCl6]2-阴离子的外层配位化学性质对其提取转移）. Chemistry - A European Journal, 2009. 15 (19): 4836-4850. doi:10.1002/chem.200802377.